# Uroctea septempunctata
Espèce
Synonymes
- Clotho septempunctata O. Pickard-Cambridge, 1872

Uroctea septempunctata est une espèce d'araignées aranéomorphes de la famille des Oecobiidae.

## Distribution
Cette espèce est endémique d'Israël.

## Publication originale
- O. Pickard-Cambridge, 1872 : General list of the spiders of Palestine and Syria, with descriptions of numerous new species, and characters of two new genera. Proceedings of the Zoological Society of London, vol. 1871, p. 212-354 (texte intégral).